# Acrodactyla varicarinata
Acrodactyla varicarinata är en stekelart som först beskrevs av Tohru Uchida och Setsuya Momoi 1958.  Acrodactyla varicarinata ingår i släktet Acrodactyla och familjen brokparasitsteklar. Inga underarter finns listade i Catalogue of Life.